# Lecomtedoxa klaineana
Lecomtedoxa klaineana – gatunek rośliny należący do rodziny sączyńcowatych. Jest to drzewo rosnące w wilgotnych lasach równikowych, głównie na terenie Gabonu.